# 小行星3560
小行星3560（3560 Chenqian）是一颗绕太阳运转的小行星，为主小行星带小行星。该小行星于1980年9月3日，由中国科学院紫金山天文台发现。

## 轨道参数
小行星3560的轨道半长轴为3.0188100 UA，离心率为0.114。